# Proud (Tamara Todevszka-dal)
A Proud (magyarul: Büszke) Tamara Todevska macedón énekesnő dala, mellyel Észak-Macedóniát képviselte a 2019-es Eurovíziós Dalfesztiválon Tel-Avivban. A dal belső kiválasztás során nyerte el a dalversenyen való indulás jogát.

## Eurovíziós Dalfesztivál
2019. január 25-én az Makedonska Radio Televizija bejelentette, hogy a énekesnőt választották ki, hogy képviselje Észak-Macedóniát a következő Eurovíziós Dalfesztiválon. Tamara korábban háromszor is szerepelt országa produkcióiban: 2004-ben Toše Proeski, 2014-ben pedig nővére, Tijanaháttérénekeseként, valamint 2008-ban Vrčak és Adrijan közreműködésében. Versenydala eredetileg március 4-én jelent volna meg, majd később március 8-ra tették a premier napját a Nemzetközi nőnap alkalmából.
A dalt először a május 16-án rendezett második elődöntőben adta elő, fellépési sorrendben tizenhetedikként, a Hollandiát képviselő Duncan Laurence Arcade című dala után és az Azerbajdzsánt képviselő Chingiz Truth című dala előtt. Az elődöntőből második helyezettként sikeresen továbbjutott a május 18-i döntőbe, ahol fellépési sorrendben nyolcadikként lépett fel, a San Marinót képviselő Serhat Say Na Na Na című dala után és a Svédországot képviselő John Lundvik Too Late for Love című dala előtt. A dal a döntő közvetítése során a szavazáson eredetileg a nyolcadik helyen végzett 295 ponttal. Azonban május 22-én a versenyt szervező Európai Műsorsugárzók Uniója (EBU) kiadott egy közleményt, miszerint a döntőben a Fehéroroszország által kiosztott zsűripontok hibásak voltak. Egy emberi mulasztás miatt az ország pontjait nem a lista első, hanem az utolsó tíz dalának osztották ki. A javított eredmények szerint 247 ponttal Észak-Macedónia nyerte meg a nemzetközi zsűri szavazását Svédország helyett. Az észak-macedón produkció a nézőknél 58 ponttal a tizenkettedik helyen végzett. Így végül összesen 305 pontot szerzett, hat ország (Albánia, Ausztria, Moldova, Szerbia, Svájc és az Egyesült Királyság) zsűrijétől, illetve két ország (Szerbia és Szlovénia) közönségétől begyűjtve a maximális 12 pontot. Ez a hetedik helyet jelentette a huszonhat fős mezőnyben. Észak-Macedónia 1998-as debütálása óta először tudott az első tíz között végezni, és ez számít az ország eddigi legjobb szereplése a versenyen.
A következő macedón induló Vasil YOU című dala lett volna a 2020-as Eurovíziós Dalfesztiválon.

### Kapott pontok
Második elődöntő
| Szavazat | Össz | Szavazó országok | Szavazó országok | Szavazó országok | Szavazó országok | Szavazó országok | Szavazó országok | Szavazó országok | Szavazó országok | Szavazó országok | Szavazó országok | Szavazó országok | Szavazó országok | Szavazó országok | Szavazó országok | Szavazó országok | Szavazó országok | Szavazó országok | Szavazó országok | Szavazó országok | Szavazó országok   |
| Szavazat | Össz | Örményország     | Írország         | Moldova          | Svájc            | Lettország       | Románia          | Dánia            | Svédország       | Ausztria         | Horvátország     | Málta            | Litvánia         | Oroszország      | Albánia          | Norvégia         | Hollandia        | Azerbajdzsán     | Németország      | Olaszország      | Egyesült Királyság |
| -------- | ---- | ---------------- | ---------------- | ---------------- | ---------------- | ---------------- | ---------------- | ---------------- | ---------------- | ---------------- | ---------------- | ---------------- | ---------------- | ---------------- | ---------------- | ---------------- | ---------------- | ---------------- | ---------------- | ---------------- | ------------------ |
| Nézők    | 84   | 6                |                  |                  | 7                |                  | 4                | 1                | 6                | 5                | 12               | 6                | 2                | 6                | 8                | 1                | 6                | 7                | 6                | 1                |                    |
| Zsűri    | 155  | 8                | 6                | 10               | 8                | 5                | 10               | 10               |                  | 8                | 12               | 2                | 2                | 10               | 12               | 7                | 4                | 10               | 12               | 7                | 12                 |

Döntő
| Szavazat | Össz | Szavazó országok | Szavazó országok | Szavazó országok | Szavazó országok | Szavazó országok | Szavazó országok | Szavazó országok | Szavazó országok | Szavazó országok | Szavazó országok | Szavazó országok | Szavazó országok   | Szavazó országok | Szavazó országok | Szavazó országok | Szavazó országok | Szavazó országok | Szavazó országok | Szavazó országok | Szavazó országok | Szavazó országok | Szavazó országok | Szavazó országok | Szavazó országok | Szavazó országok | Szavazó országok | Szavazó országok | Szavazó országok | Szavazó országok | Szavazó országok | Szavazó országok | Szavazó országok | Szavazó országok | Szavazó országok | Szavazó országok | Szavazó országok | Szavazó országok | Szavazó országok | Szavazó országok | Szavazó országok |
| Szavazat | Össz | Portugália       | Azerbajdzsán     | Málta            | San Marino       | Hollandia        | Montenegró       | Észtország       | Lengyelország    | Norvégia         | Spanyolország    | Ausztria         | Egyesült Királyság | Olaszország      | Albánia          | Magyarország     | Moldova          | Írország         | Fehéroroszország | Örményország     | Románia          | Ciprus           | Ausztrália       | Oroszország      | Németország      | Belgium          | Svédország       | Horvátország     | Litvánia         | Szerbia          | Izland           | Grúzia           | Görögország      | Lettország       | Csehország       | Dánia            | Franciaország    | Finnország       | Svájc            | Szlovénia        | Izrael           |
| -------- | ---- | ---------------- | ---------------- | ---------------- | ---------------- | ---------------- | ---------------- | ---------------- | ---------------- | ---------------- | ---------------- | ---------------- | ------------------ | ---------------- | ---------------- | ---------------- | ---------------- | ---------------- | ---------------- | ---------------- | ---------------- | ---------------- | ---------------- | ---------------- | ---------------- | ---------------- | ---------------- | ---------------- | ---------------- | ---------------- | ---------------- | ---------------- | ---------------- | ---------------- | ---------------- | ---------------- | ---------------- | ---------------- | ---------------- | ---------------- | ---------------- |
| Nézők    | 58   |                  | 3                | 5                |                  | 1                | 6                |                  |                  |                  |                  |                  |                    |                  | 6                |                  |                  |                  |                  |                  |                  |                  |                  |                  |                  |                  | 2                | 7                |                  | 12               |                  | 2                |                  |                  |                  |                  |                  |                  | 2                | 12               |                  |
| Zsűri    | 247  | 5                | 8                | 3                | 1                | 3                | 7                |                  | 8                | 10               |                  | 12               | 12                 | 10               | 12               | 10               | 12               | 5                | 10               | 10               | 7                |                  | 7                | 4                | 7                |                  |                  | 10               |                  | 12               | 8                |                  | 1                | 8                | 7                | 10               | 7                | 7                | 12               | 2                |                  |

## Dalszöveg
| Go on now Tell them, raise your voice and say it loudly Show them what it means to stand up proudly Tell them, this is me and thanks to you I'm proud I'm proud, I'm proud – A dal refrénje | Menj most és Mondd el nekik, emeld fel a hangod és mondd ki hangosan Mutasd meg, mit jelent büszkén felállni Mondd el nekik, hogy ez vagyok én és neked köszönhetően büszke vagyok Büszke vagyok, büszke vagyok – A dal refrénje magyarul |

## Galéria

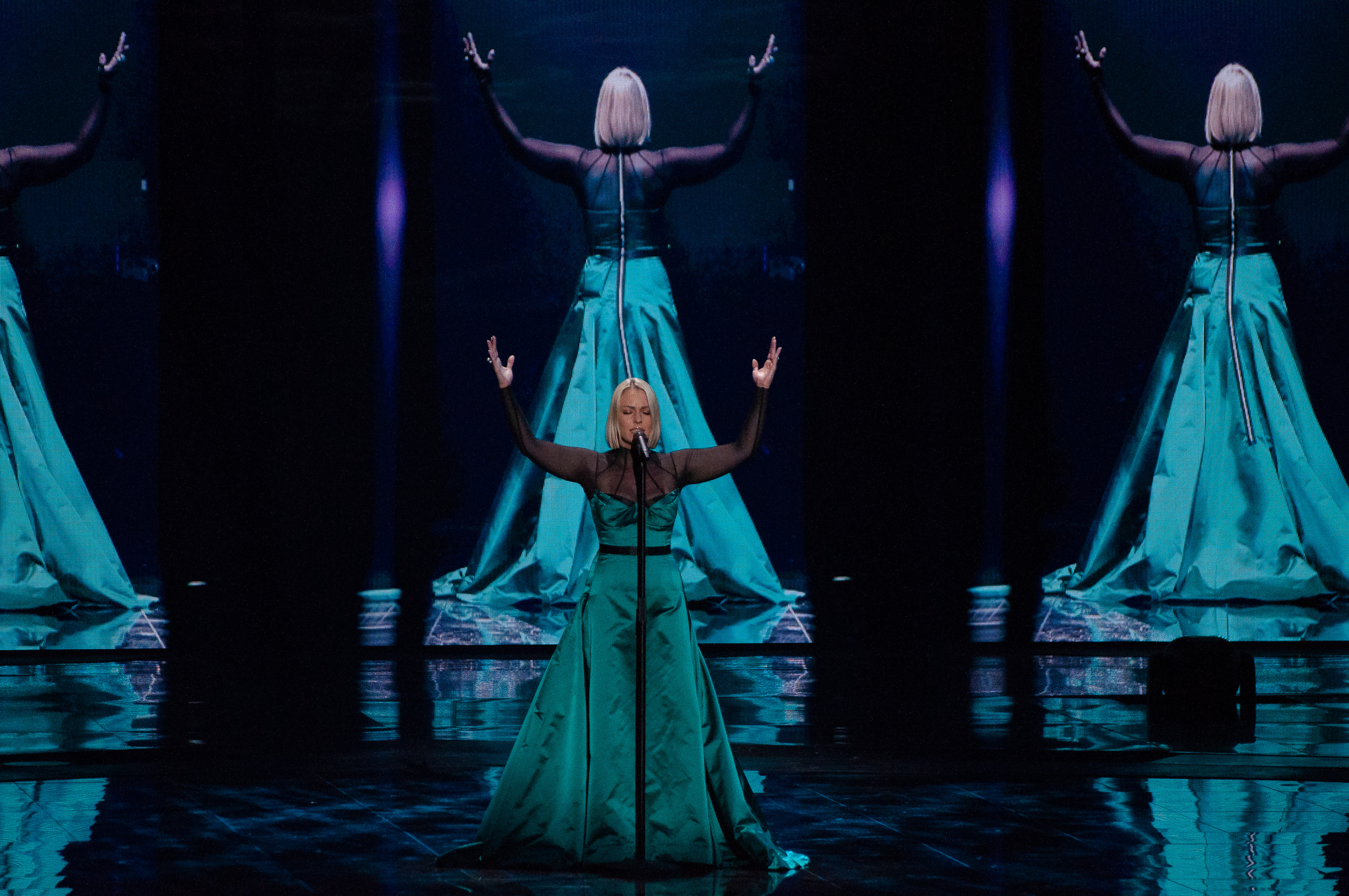
A második elődöntőben
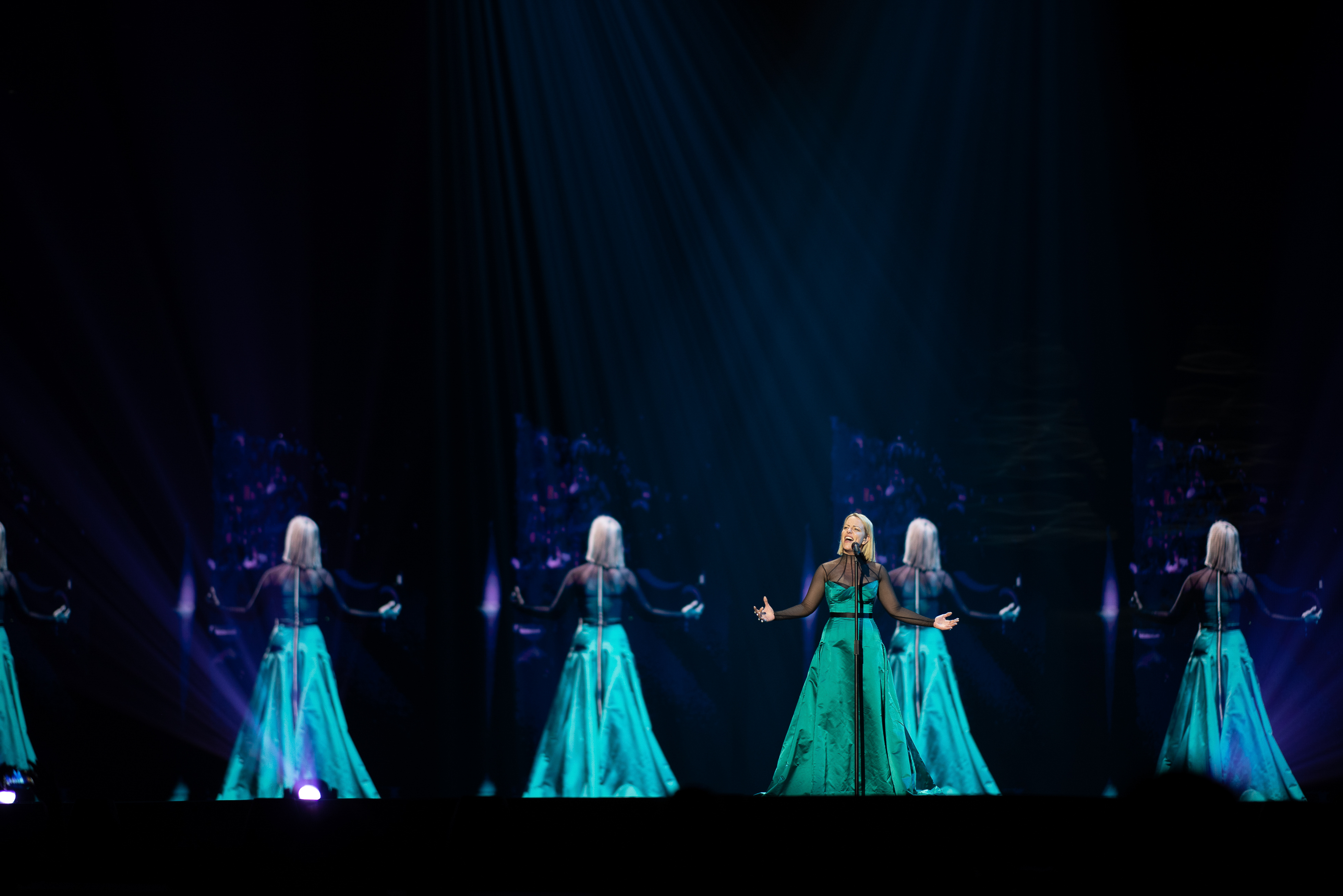
A döntőben

## Külső hivatkozások
- A dal videóklipje. YouTube-videó, Eurovision Song Contest, 2019. március 9.
- A dal előadása az Eurovíziós Dalfesztivál második elődöntőjében. YouTube-videó, Eurovision Song Contest, 2019. május 16.
- A dal előadása az Eurovíziós Dalfesztivál döntőjében. YouTube-videó, Eurovision Song Contest, 2019. május 18.